# الاتصالات في تونس

## الهاتف

### الهاتف الثابت

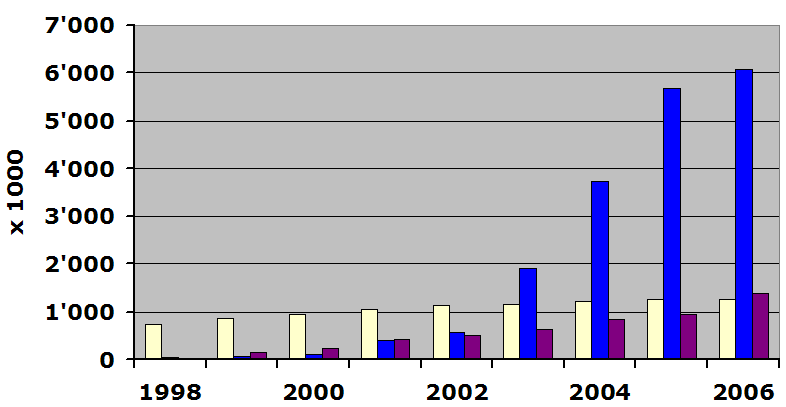
بيانات توضح تطور مشتركي الهاتف الثابت (بالأصفر)، الهاتف الجوال (بالأزرق) والإنترنت (البنفسجي)

تعد شركة اتصالات تونس المزود الوحيد لخدمات الهاتف الثابت في البلاد وقد بلغ عدد مشتركي الخدمة مليون و268 ألف شخص سنة 2006.

#### ترقيم المناطق الهاتفية
يوجد 8 أرقام منهم رمز برقمين حسب ولايات تونس للأرقام الهاتفية القارة :
- 70 و71: تونس الكبرى.
- 72: بنزرت، نابل، زغوان.
- 73: سوسة، المنستير، المهدية.
- 74: صفاقس.
- 75: قبلي،قابس، مدنين، تطاوين.
- 76: توزر،قفصة.
- 77: القيروان، القصرين.
- 78: جندوبة، الكاف، باجة، سليانة.

### الهاتف الجوال
يبلغ عدد المشتركين في الهاتف الجوال في تونس سنة 2007 8.127.722  مشترك موزعين بين شركتي اتصالات تونس وأوريدو تونس. ترجع بداية خدمة الهاتف الجوال إلى مارس 1998 وقد بقيت اتصالات تونس منفردة في السوق إلى سنة 2002 تاريخ إسناد رخصة ثانية إلى شركة تونيزينا.

#### ترقيم الهاتف الجوال
يختلف الرمز برقمين حسب شركة الاتصالات.
- اتصالات تونس: 99، 98، 97، 96، 95، 94، 93.
- تونيزيانا: 22، 21، 20، 23، 24. 25 . 26 . 27. 28 .29
- أورانج تونس: 33,55,52

## الانترنت
يبلغ عدد المستخدمين للإنترنت في تونس حوالي مليون و300 ألف شخص سنة 2007 في حين بلغ عدد المشتركين حوالي 166 ألف (منهم 66 ألف مشتركون في خدمة الدي أس أل). يبلغ عدد المزودين 12 مزود (7 مزود حكومي و5 من القطاع الخاص) وتشرف على القطاع الوكالة التونسية للإنترنت. كما يوجد في البلاد 281 مركز عمومي للإنترنت. نطاق المواقع في تونس هو .tn.